# El Planeta
Pour les articles homonymes, voir Fernández et Planeta.
Antonio Monge Rivero dit El Planeta, gitan espagnol né aux environs de Cadix vers 1789, mort à Malaga le 30 septembre 1856, est le premier chanteur (cantaor) et auteur de flamenco connu, l'un des plus anciens jamais répertorié avec Tío Luis el de la Juliana, autre précurseur historique. Il était aussi guitariste. Il serait aussi l’arrière grand-père de Manolo Caracol. On lui attribue l'invention des styles de chant polos, seguiriyas et des cañas.
Serafín Estébanez Calderón le mentionne dans son livre Scènes andalouses publié en 1847. Cet auteur précise qu'il chantait en s'accompagnant à la guitare.